# Автономный университет Гвадалахары

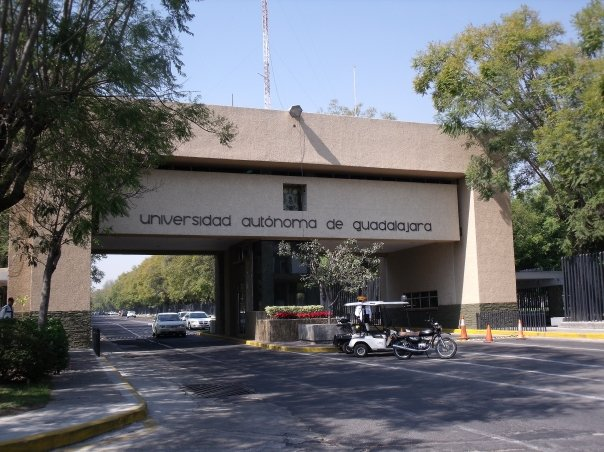
Главный вход на территорию кампуса

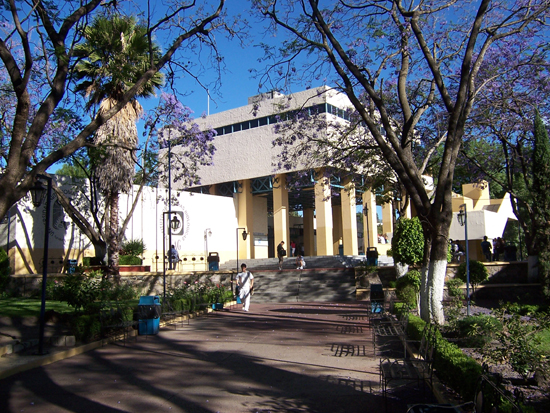
Биологический институт Автономного университета Гвадалахары

Автономный университет Гвадалахары (исп. Universidad Autónoma de Guadalajara) — мексиканский университет, расположен на западе страны в городе Гвадалахара, штат Халиско. Основанный в 1935 году бывшим депутатом Палаты депутатов Антонио Леаньо Альваресом дель Кастильо, это первый в Мексике частный университет, а также первый в стране медицинский институт.  Создание университета было реакцией консерваторов на левые тенденции, которые в то время были приняты в Мексике в государственном высшем образовании. Первоначально он носил название Universidad del Occidente (Университет Запада), позже был переименован в Автономный университет Гвадалахары (UAG).
В наши дни при нём действуют начальная школа, две средние школы и три старших школы и аспирантура. Университет стал одним из важнейших учебных заведений в Латинской Америке, привлекая студентов из 25 разных стран. Медицинское образование, полученное в Автономном университете Гвадалахары, также признано в Соединенных Штатах Америки.

## История
После окончания Мексиканской революции (1910—1920) постреволюционные правительства сосредоточились на проведении системных изменений для продвижения целей революции. 20 июля 1934 года генерал Плутарко Элиас Кальес, политик, один из вождей революции и бывший президент, произнёс речь, известную как Grito de Guadalajara (исп. Клич в Гвадалахаре):

Революция ещё не закончилась. Вечные враги преследуют её и пытаются сделать её триумфы ничтожными. Необходимо, чтобы мы вступили в новый период революции, который я называю периодом психологической революции; мы должны овладеть совестью детства, совестью юношества, потому что они являются и должны принадлежать революции. Абсолютно необходимо выбить врага из того окопа, где находятся священнослужители, где консерваторы; я имею в виду школу. Было бы очень серьёзной ошибкой, было бы преступлением для людей Революции, если бы мы не вырвали молодёжь из когтей духовенства и консерваторов; и, к сожалению, школами во многих штатах республики и в самой столице управляют клерикальные и реакционные элементы.
Оригинальный текст (исп.)La Revolución no ha terminado. Los eternos enemigos la acechan y tratan de hacer nugatorios sus triunfos. Es necesario que entremos al nuevo periodo de la Revolución, que yo llamo el periodo revolucionario psicológico; debemos apoderarnos de las conciencias de la niñez, de las conciencias de la juventud porque son y deben pertenecer a la Revolución.

Es absolutamente necesario sacar al enemigo de esa trinchera donde está la clerecía, donde están los conservadores; me refiero a la escuela. Sería una torpeza muy grave, sería delictuoso para los hombres de la Revolución, que no arrancáramos a la juventud de las garras de la clerecía y de las garras de los conservadores; y desgraciadamente la escuela en muchos Estados de la república y en la misma capital, está dirigida por elementos clericales y reaccionarios.
— 
Статьи 3 и 24 новой Конституции Мексики, принятой в 1917 году, закрепляли соответственно светское образование и свободу вероисповедания. Они серьёзно ограничили влияние Римско-католической церкви в мексиканском образовании . В 1934 году в статью 3 были внесены поправки, предусматривающие социалистическое образование в государственных школах .
В 1933 году марксистские и традиционалистские группировки в Национальном университете вступили в конфликт из-за определения идеологии университета. Бывший ректор университета Антонио Касо выступал на стороне консерваторов под лозунгом академических свобод, что эти свободы необходимы для академической жизни, развития науки и национального лидерства, как это предусмотрено в Конституции 1917 года, в то время как Висенте Ломбардо Толедано выступал за создание университета марксистской ориентации.
Кульминацией конфликта стало голосование I конгресса мексиканских университетов в 1933 году за введение социалистической ориентации в Национальном университете. Сторонники этой модели продолжили усилия, чтобы реализовать его в других государственных вузах по всей стране, но были встречены с забастовками в Гвадалахарском университете, что привело к многочисленным арестам, кровопролитию и закрытию университета.
Государственный университет был вновь открыт в 1935 году. Забастовки прекратились, когда губернатор штата Халиско Эверардо Топете дал разрешение на создание первого частного университета в Мексике — Автономного университета Запада, позже переименованного в Автономный университет Гвадалахары.

## Известные выпускники
- Антонио Леаньо Рейес — ректор Автономного университета Гвадалахары (с 2005)
- Антонио Эчеваррия Гарсиа — губернатор штата Наярит (2017—2021)
- Гэри Стивен Крист[англ.] — североамериканский похититель, условно-досрочно освобождённый от пожизненного заключения после зачисления его на курс медицинского института Автономного университета Гвадалахары[22]
- Даррелл Пиден[англ.] — сенатор от штата Флорида (2000—2010), окончил медицинский институт Автономного университета Гвадалахары[23]
- Ллойд Ричардсон[англ.] — депутат (с 2010) и председатель (2014—2015) парламента Синт-Мартена, окончил медицинский институт Автономного университета Гвадалахары[24]
- Моника Фернандес Бальбоа — сенатор от штата Табаско (2018—2023), председатель Сената (2019—2020), в 1989 году окончила лиценциат в Автономном университете Гвадалахары по архитектуре.